# 静岡県立農林大学校
静岡県立農林大学校（しずおかけんりつのうりんだいがっこう、英称:Shizuoka Prefectural Agriculture and Forestry College）とは、静岡県が運営していた農業大学校。養成部は、専修学校専門課程に認定されており、卒業すると専門士の称号を取得できた。

## 沿革

### 略歴

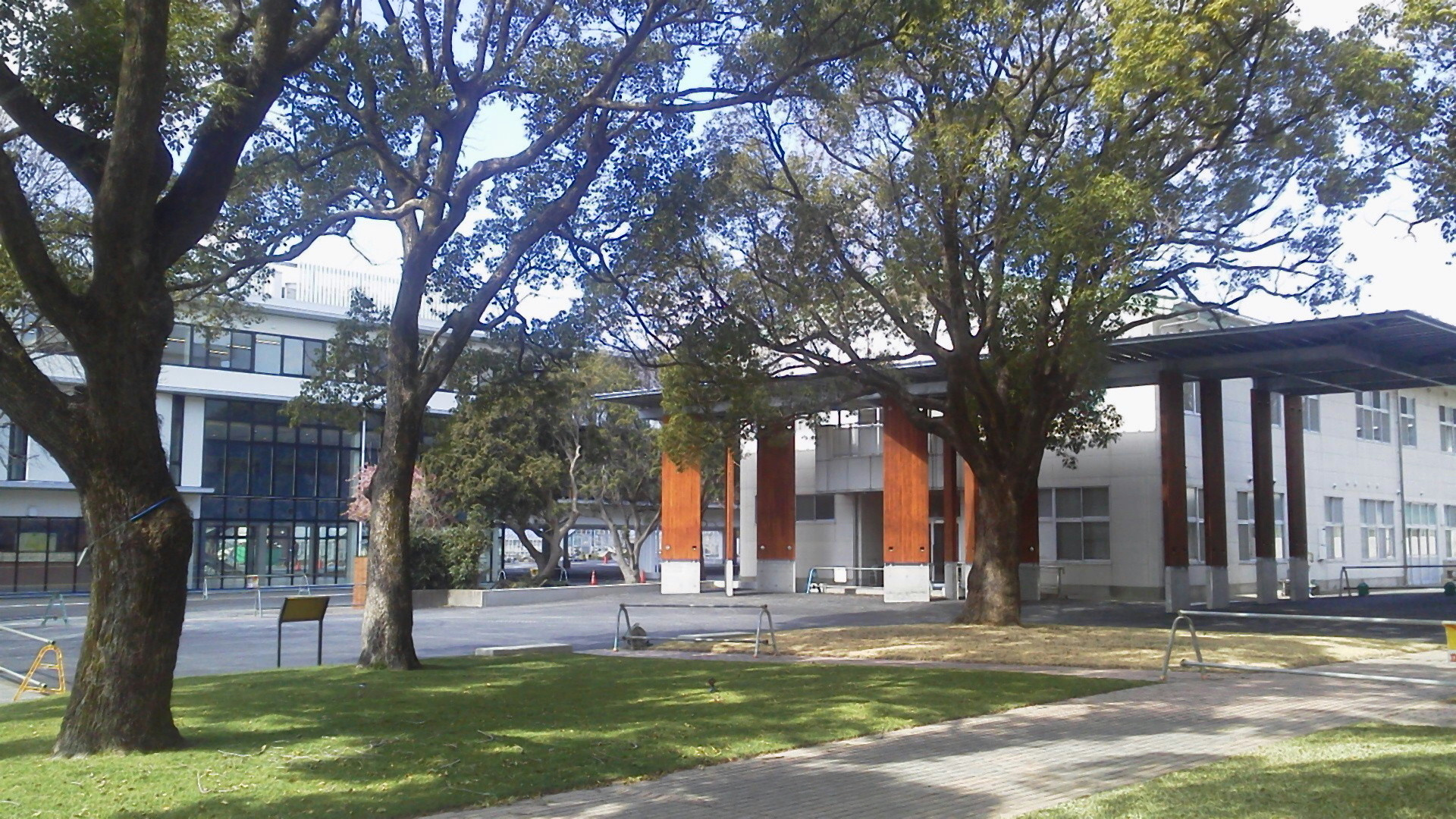
本校（2021年5月、静岡県磐田市）

1980年（昭和55年）、静岡県立農業短期大学校と静岡県立林業短期大学校を統合し、静岡県立農林短期大学校が設立された。1999年（平成11年）には、静岡県立農林短期大学校が改組され、静岡県立農林大学校が発足した、養成部（5学科各2年制）、研究部（2年制）、および、研修部が設置された。なお、2005年（平成17年）に養成部が学校教育法の専修学校専門課程として認められ、養成部の修了生には専門士の称号が授与されるようになった。2014年（平成26年）、園芸学科をメロン専攻、果菜専攻の２専攻から、メロン専攻、トマト専攻、イチゴ専攻、野菜一般専攻の4専攻に変更した。研究部の総合技術専攻と専門技術専攻がアグリビジネス学科に再編された。その後、静岡県立農林環境専門職大学および静岡県立農林環境専門職大学短期大学部の設置が認可され、2020年（令和2年）に両校がそれぞれ発足した。これを受けて、静岡県立農林大学校の養成部は2020年（令和2年）4月より学生募集を停止し、研究部は2021年（令和3年）4月より学生募集を停止した。静岡県立農林大学校としての最後の学生が2022年（令和4年）3月に卒業するため、同年3月末日をもって静岡県立農林大学校は閉校となる。

### 年表
- 1999年 - 設立[1]。
- 2020年 - 養成部学生募集停止[2]。
- 2021年 - 研究部学生募集停止[2]。
- 2022年3月31日 - この日をもって閉校[5][6]

## 所在地
- 本校：静岡県磐田市富丘678-1

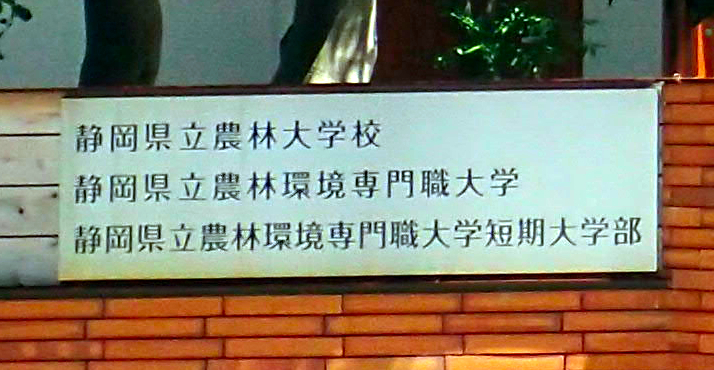
静岡県立農林大学校の銘板。2020年4月から2022年3月まではキャンパスを静岡県立農林環境専門職大学と共用するため、校名が併記されている

  - 研修部掛川機械研修場：静岡県掛川市下垂木2770-1
- 園芸教場：静岡県磐田市富丘678-1（静岡県立農林技術研究所内）
- 茶業分校：静岡県菊川市倉沢1706-11（静岡県立農林技術研究所茶業研究センター内）
- 果樹分校：静岡市清水区駒越西2丁目12-10（静岡県立農林技術研究所果樹研究センター内）
- 大家畜分校：静岡県富士宮市猪之頭1945（静岡県立畜産技術研究所内）
- 中小家畜分校：静岡県菊川市西方2780（静岡県立畜産技術研究所中小家畜研究センター内）
- 林業分校：静岡県浜松市浜北区於呂4034-5

## 設置学科

### 養成部

#### 園芸学科
- 野菜コース
  - 野菜一般専攻：野菜全般の栽培を専攻する。
  - トマト専攻：トマトの栽培を専攻する。
  - イチゴ専攻：イチゴの栽培を専攻する。
  - メロン専攻：メロンの栽培を専攻する。
  - 園芸教場：農林技術研究所の研究員の下で指導を受ける。
- 花きコース
  - 切花専攻
  - 鉢物専攻
  - 園芸教場：農林技術研究所の研究員の下で指導を受ける。

学生の募集はコース毎に行われる。1年生の10月ごろに各コースとも専攻に配属される。園芸教場を希望する学生は専攻に配属された後に、2年生から園芸教場へと配属される。園芸教場は野菜コース、花きコースとも共通であり、所属コースに関係なく配属先を選べる。

#### 畜産学科
- 大家畜コース：主に牛の飼養について学ぶ。
- 中小家畜コース：主に豚と鶏の飼養について学ぶ。

学生の募集はコース毎に行われる。1年生の授業は両コースとも共通であり、2年生の進級時に所属コースに応じて、畜産分校（大家畜）と中小家畜分校に分かれる。事情により進級時にコースを変えられる場合がある。

### 研究部
- アグリビジネス学科

### 研修部
- 実践技術経営専攻